# Interatheriidae
Az Interatheriidae az emlősök (Mammalia) osztályának a Notoungulata rendjébe, ezen belül a Typotheria alrendjébe tartozó család.

## Tudnivalók
Az Interatheriidae-fajok Dél-Amerika területén éltek, a késő paleocén korszaktól a miocén kor végéig.

## Rendszerezés
A családba az alábbi 3 alcsalád és 15 nem tartozik:
- †Interatheriinae
  - †Archaeophylus
  - †Caenophilus
  - †Cochilius
  - †Epipatriarchus
  - †Interatherium
  - †Medistylus
  - †Miocochilius
  - †Paracochilius
  - †Plagiarthrus
  - †Protypotherium
- †Munyiziinae
  - †Munyizia
- †Notopithecinae
  - †Antepithecus
  - †Guilielmoscottia
  - †Notopithecus
  - †Transpithecus

## Fordítás
- Ez a szócikk részben vagy egészben  az   Interatheriidae című angol Wikipédia-szócikk fordításán alapul.  Az eredeti cikk szerkesztőit annak laptörténete sorolja fel. Ez a jelzés csupán a megfogalmazás eredetét és a szerzői jogokat jelzi, nem szolgál a cikkben szereplő információk forrásmegjelöléseként.